# Ad extirpanda
Ad extirpanda  (łac. Aby wykorzenić) – bulla papieża Innocentego IV, promulgowana 15 maja 1252 roku, w której papież upoważnił władze świeckie i kościelne do stosowania tortur w celu wymuszenia od heretyków zeznań, a także określił zasady stosowania tortur.

## Treść
Bulla zawiera 38 reguł i zasad, wyszczególniających obowiązki i odpowiedzialność władz świeckich i duchownych Lombardii i Toskanii w celu wytępienia plagi herezji oraz  toczenia wojny z wszelką herezją, pod karą ekskomuniki, utraty godności, władzy, wiecznej infamii oraz utraty przez kraj państwowości (reguła 1), co w praktyce oznaczało, że kraj ten mogła zająć osoba, którą do tego upoważni Kościół rzymskokatolicki.
- W ciągu trzech dni od objęcia urzędu władcy świeccy mieli obowiązek wyznaczyć komisję do tępienia herezji, składającą się z 12 prawych katolików, dwóch notariuszy oraz dwóch lub więcej służących, bądź w razie wybrania tych osób przez biskupa diecezjalnego zatwierdzić ich wybór. W komisji tej zasiadać mieli także wyznaczeni do tego dwaj dominikanie i dwaj franciszkanie (reguła 3).

- Świeccy członkowie tej komisji byli wybierani jedynie na pół roku (reguła 12), przy czym żadnemu z nich ani ich następcom nie wolno było porozumiewać się między sobą bez udziału biskupa i zakonników (reguła 11).

- Tak wyznaczona komisja miała prawo i obowiązek aresztowania heretyków oraz zajmowania ich mienia względnie nakazywać innym zajęcie ich mienia, a także nadzorować aresztowania i zajmowanie majątków heretyków (reguła 4).

- Władze świeckie miały obowiązek przyjmować bezwarunkowo i nieodwołalnie orzeczenia tak wyznaczonej komisji oraz wykonywać jej polecenia (reguła 6), a także karać tych, którzy tych poleceń nie wykonali (reguła 9).

- Majątek każdej osoby nie uznanej za heretyka, która pomagała heretykom w ucieczce lub przeszkadzała w ich aresztowaniu, a także twierdziła, że uwięziony heretyk nie jest heretykiem, albo że uwięzionego heretyka należy wypuścić na wolność, przepadał na rzecz władz państwowych (reguła 20 i 22).

- Władze świeckie miały obowiązek aresztować i w ciągu 15 dni od daty aresztowania stawić przed sądem biskupim bądź inkwizytorami każdą osobę podejrzaną o herezję (reguła 23).

- Osoby uznane przez biskupa diecezjalnego, jego zastępcę bądź inkwizytorów, za winne herezji, miały być w ciągu pięciu dni przyprowadzone w kajdanach przed władze państwowe, które zobowiązane były postępować wobec nich według obowiązujących przepisów o herezji (reguła 24).

- Bulla stwierdza dalej, że ponieważ heretycy są mordercami dusz oraz rabusiami sakramentów Bożych i wiary chrześcijańskiej, wobec tego należy ich przymuszać tak jak złodziei i bandytów do wyznania swoich błędów, oskarżania innych heretyków oraz wydania osób, które udzieliły ich schronienia, jednak należy uważać, by ich przy tym nie narażać na utratę życia czy zerwanie kończyn (reguła 25).

- Nazwiska heretyków miały być wpisane do specjalnej księgi i odczytywane podczas uroczystości publicznych trzy razy w roku (reguła 28).

- Majątek skazanego heretyka ulegał konfiskacie i miał być dzielony pomiędzy władze świeckie, sędziów i urzędników uczestniczących w procesie, biskupa właściwej diecezji i inkwizytorów, a następnie miał być on wykorzystany na rzecz propagowania wiary katolickiej i tępienia heretyków (reguła 33).

Ostatnie trzy reguły dotyczą obowiązku dostosowania praw lokalnych do wymogów praw kościelnych odnośnie do wytępienia herezji, a także starannego archiwizowania obecnych i przyszłych spraw przeciwko herezjom w archiwum państwowym, diecezjalnym, a wreszcie w archiwach dominikanów i franciszkanów.